# المطرية (حي)
المطرية هو أحد أعرق أحياء القاهرة، ويعتبر من أقدم المدن المصرية، وشهد مراحل تاريخية فارقة، وتعدد تأثيره سواء في التاريخ المصري أو التاريخ الديني للعالم، بلغ عدد سكانها 650,511 نسمة وذلك حسب إحصائيات سنة 2024.

## تسمية
يذهب بعض المؤرخين إلى أن أصل تسميته بهذا الاسم يرجع إلى كلمة مطر باللاتينية Mattar وهي تعني الأم، وذلك لمرور السيدة مريم العذراء فيه ولوجود شجرة السيدة العذراء في المنطقة.
.

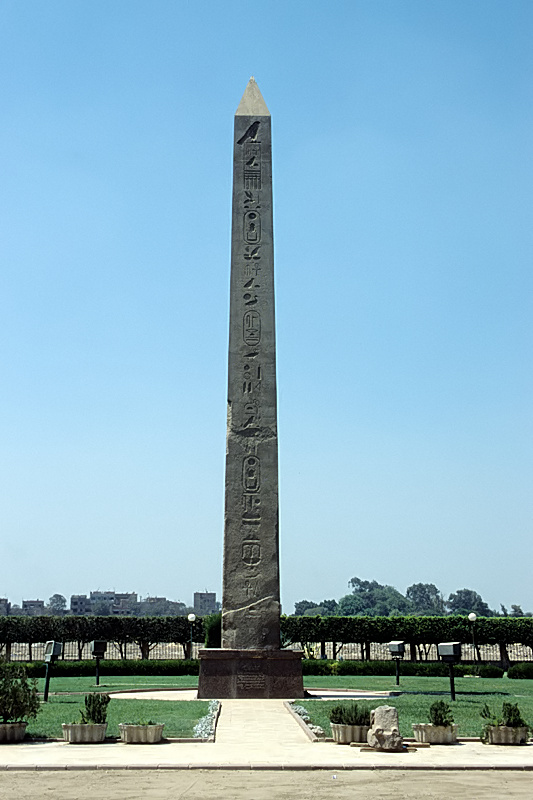
مسلة فرعونية بالمطرية

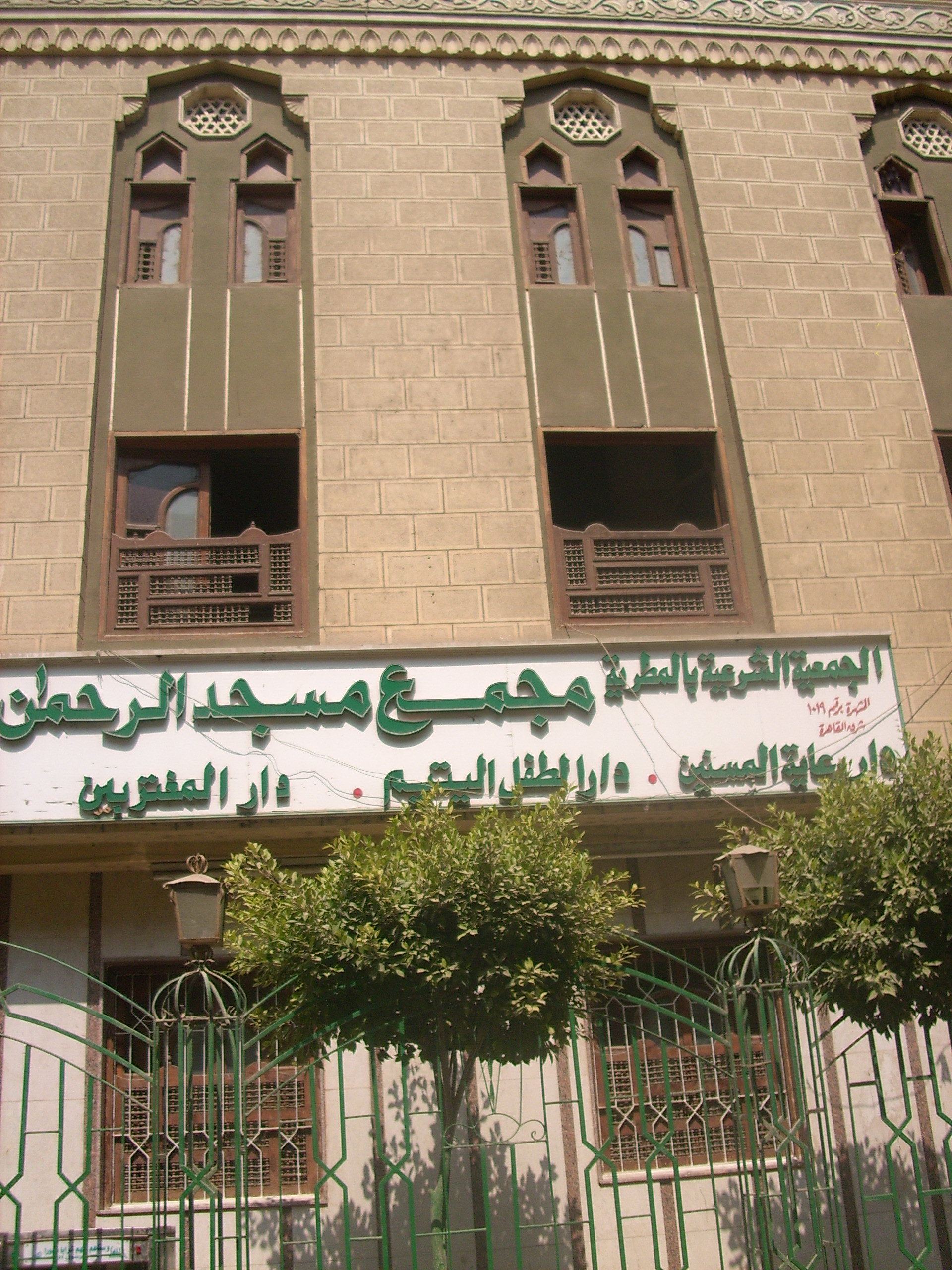
منظمة غير حكومية (جمعية خيرية) بالمطرية

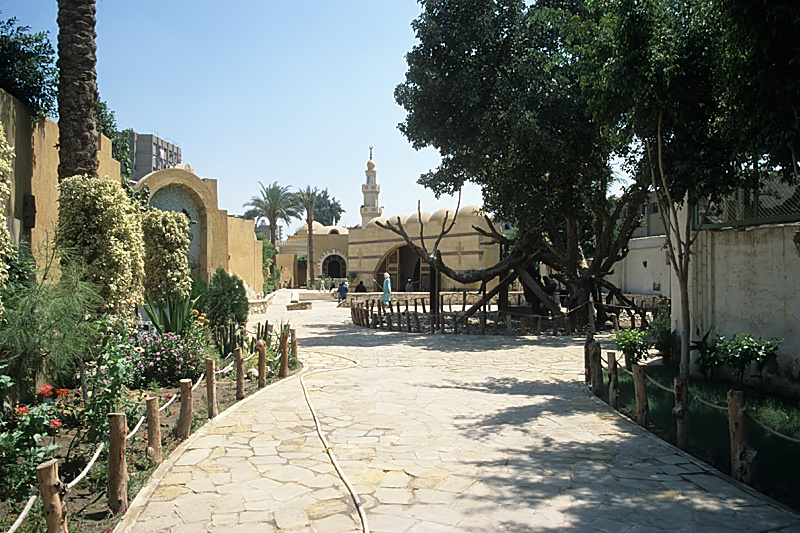
شجرة العذراء مريم بالمطرية

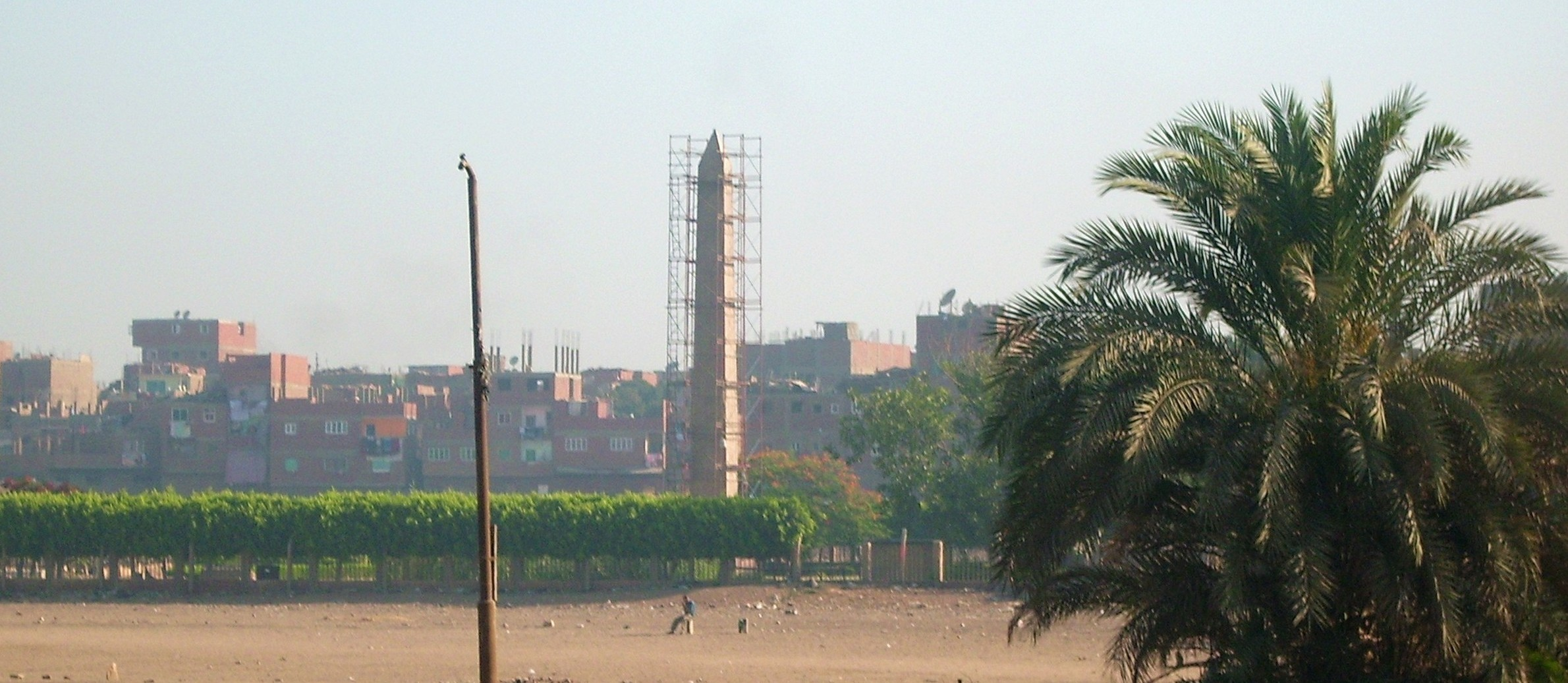
المسلة والمطرية

ارتبط حى المطرية برحلة العائلة المقدسة، ويوجد بها بئر السيدة العذراء، وشهد أقدم دلائل وجود الحضارة المصرية القديمة، ممثلة في بقايا مدينة أون، عاصمة عصر ما قبل الأسرات، فالمطرية مدينة الرب والعلم عند الفراعنة، الرب لأنها كان تضم مركز عبادة الشمس، والعلم لأنها ضمت مكتبات الفلاسفة وعلماء الفلك والرياضيات، اضافة الى وجود جامعة أون التى تاسست منذ نحو 5000 سنة ، بالإضافة إلى ارتباط أسمها الفرعوني بقصة خروج النبي موسى من مصر .

## تاريخ
المطرية من النواحي القديمة، وأصله قرية ذكرها الإدريسي في كتابه نزهة المشتاق في اختراق الآفاق ضمن محطات السير من مصر إلى مكة. كما ذكرها ياقوت الحموي في كتابه معجم البلدان، فقال: «المطرية من قرى مصر عندها الموضع الذي به شجر البلسان الذي يستخرج منه الدهن فيها والخاصية في البئر، يُقال إن المسيح اغتسل فيها» كما ذكرها ابن مماتي عندما أحصى قرى أعمال الشرقية بعد الروك الصلاحي. كما ذكرها ابن الجيعان في كتابه «التحفة السنية بأسماء البلاد المصرية» الذي أحصى فيه قُرى أعمال ضواحي القاهرة بعد الروك الناصري. في سنة 1991م، تأسس حي المطرية كأحد أحياء شرق القاهرة بعد فصله عن حي شرق القاهرة.

## معالم
تضم المطرية العديد من بقايا المعابد وتوابيت الفراعنة، توجد بها مسلة سنوسرت الأول «مسلة المطرية»، يوجد بها بئر وشجرة العذراء مريم، وعثر في عام 2011 على بقايا مقبرة فرعونية لكاهن ترجع لعصر الأسرة 26 ، عثر في عام 2012 على لوحة أثرية من الحجر الجيري ترجع لعصر الدولة الحديثة ، عثر في 2015 على أجزاء من بعض الكتل الحجرية تخص إحدى المقاصير الأثرية للملك نختنبو الأول من عصر الأسرة الـ30 ، عثر في 2017 على تمثالي رمسيس الثانى وسيتى الثاني.
- مسلة سنوسرت

أحد المعالم الفرعونية المتواجدة بالمنطقة، وهي “مسلة المطرية أو سنوسرت”، : “المسلة عبارة عن قطعة مربعة من حجر واحد متدرجة في الارتفاع تنتهي بهرم صغيرة وقد أطلق عليها باللغة العربية لفظ مسلة بمعنى الإبرة الكبيرة التي على شكلها، وقد أقام هذه المسلة سنوسرت الأول، أحد ملوك الأسرة الثانية عشرة (1940 قبل الميلاد) والذي حكم مصر لمدة 45 عاما، وفي مناسبة احتفالة بيوبيله الملكي وكان يحتفل به الملوك كل ثلاثين عاما وهناك ملوكا احتفلوا به أقل من ذلك وكان يعتبر هذا العيد بمثابة حدث ديني وسياسي واجتماعي هام.

## أعلام
- سكن المطرية العديد من المثقفين أمثال الشاعر أحمد شوقي، فهناك مدرسة أطلق عليها إسمه، حيث قضى فترة كبيرة من حياته يعيش فيها.

- البطلة الأولمبية فريال أشرف الحائزة على الميدالية الذهبية في أولمبياد طوكيو 2020 بالكاراتيه واستقبالها أهالي المنطقة بتشريفها بالميدالية الذهبية.